# David C. Meade

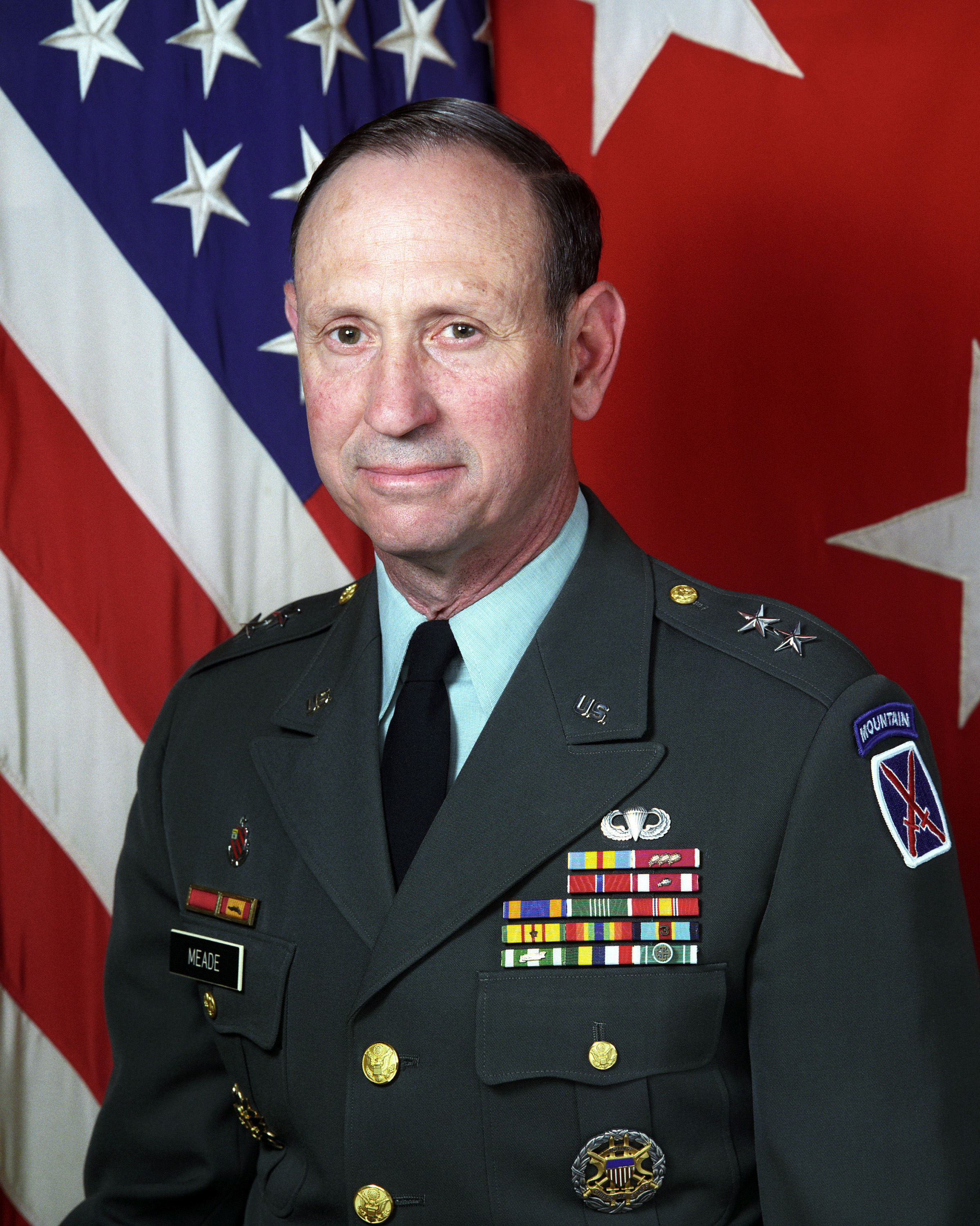
Maj. Gen. David C. Meade (1993)

David Custis Meade (* 21. August 1940 in Washington, D.C.; † 9. Oktober 2019 in Dover, Strafford County, New Hampshire) war ein Generalmajor der United States Army. Er kommandierte unter anderem die 10. Gebirgsdivision.
David Meade war ein Sohn von Custis Grymes Meade (1910–2004) und dessen Frau Lilla Capers Lyman (1909–1999). Er wuchs in Bethesda in Maryland auf, wo er auch die High School absolvierte. Anschließend studierte er am Dickinson College in Carlisle in Pennsylvania. Über das ROTC-Programm dieser Bildungsanstalt gelangte er im Jahr 1962 in das Offizierskorps des US-Heeres. Dort wurde er als Leutnant der Artillerie zugeteilt. In der Armee durchlief er anschließend alle Offiziersränge bis zum Generalmajor.
In seinen jüngeren Jahren absolvierte er den für Offiziere in den niederen Rangstufen üblichen Dienst in verschiedenen Einheiten und Standorten. Dabei wurde er auch im Vietnamkrieg eingesetzt. Zudem war er an amerikanischen Einsätzen in Somalia, Haiti und Grenada beteiligt. Zwischenzeitlich war er auch in Panama stationiert. Er kommandierte unter anderem ein Bataillon des 79. Feldartillerieregiments und dann die Artillerie der 7. Infanteriedivision.
Im August 1993 übernahm David Meade das Kommando über die 10. Gebirgsdivision. In dieser Funktion löste er Steven L. Arnold ab. In seine Zeit als Kommandeur dieser Division fiel die Operation Uphold Democracy in Haiti, an der Meade und seine Division beteiligt waren. Er behielt sein Kommando bis zum August 1995. Wenig später trat er in den Ruhestand.
David Meade starb am 9. Oktober 2019 in Dover in New Jersey. Er fand seine letzte Ruhestätte auf dem Nationalfriedhof Arlington.

## Orden und Auszeichnungen
David Meade erhielt im Lauf seiner militärischen Laufbahn unter anderem folgende Auszeichnungen:
- Defense Distinguished Service Medal
- Army Distinguished Service Medal
- Legion of Merit
- Bronze Star Medal
- Meritorious Service Medal
- Air Medal
- Order of Military Merit (Brasilien)